# Gradiște, Plevna
Gradiște (în bulgară Градище) este un sat în comuna Levski, regiunea Plevna,  Bulgaria. 

## Demografie
Componența etnică a satului Gradiște
     Romi (8,79%)
     Turci (5,77%)
     Bulgari (64,48%)
     Nicio identificare (20,93%)
La recensământul din 2011, populația satului Gradiște era de 1.194 locuitori. Din punct de vedere etnic, majoritatea locuitorilor (64,48%) erau bulgari, existând și minorități de romi (8,79%) și turci (5,77%). Pentru 20,93% din locuitori nu este cunoscută apartenența etnică.